# Santa Ponsa
Santa Ponsa (en catalán y oficialmente Santa Ponça) es una localidad española perteneciente al municipio de Calviá, en Mallorca, la mayor de las Islas Baleares. Con un censo de 10 736 habitantes, es el núcleo más poblado del municipio. Contiene una playa de medio kilómetro de largo, conocida como la Playa grande, y otra de treinta metros de largo denominada «Caló de'n Pellicer», o la playa pequeña, un puerto deportivo, una centena de hoteles, apartamentos, tiendas, bares, clubes nocturnos, restaurantes y actividades de todo tipo, tanto culturales como de ocio, así como artes escénicas multiculturales. Es colindante al este con la zona residencial conocida como Nova Santa Ponsa y con el complejo turístico Paguera al oeste. También forma parte del entramado del Paseo Calviá, un paseo peatonal conocido como el pulmón verde del municipio. Es un núcleo de población reconocido internacionalmente por la gran afluencia de turistas que cada año lo visitan. Cuenta también con varios yacimientos arqueológicos, siendo uno de los principales el denominado Puig de Sa Morisca.

## Toponimia
Se pensaba que su topónimo provenía de una villa romana que se llamó «Sancta Pontia», pero una nueva investigación esclareció que su nombre lo debe a que el lugar, cuando Jaime I arribó a Mallorca, era una junquera llamada «Sanat busa», que en árabe significa lugar de juncos.

## Historia

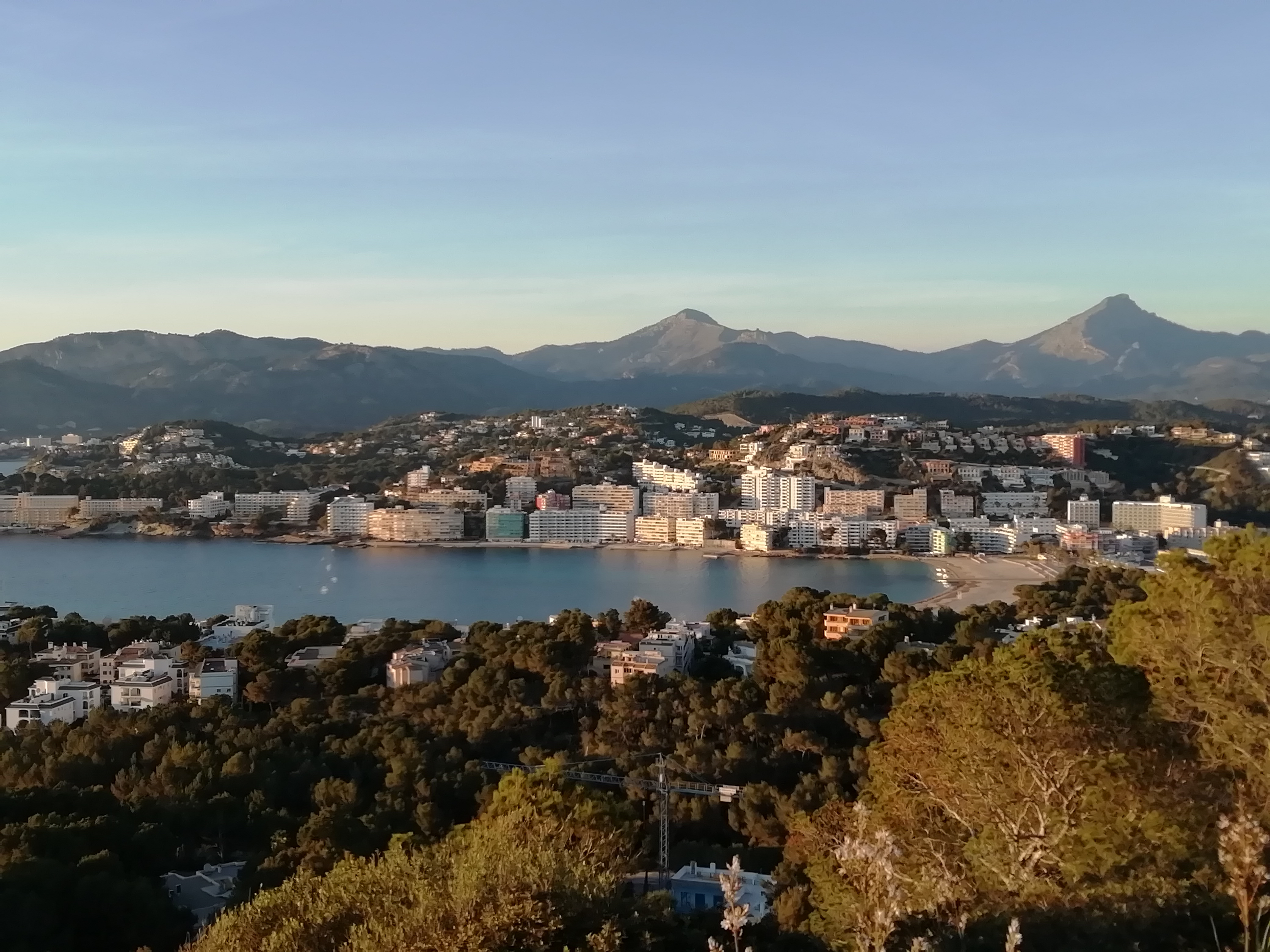
Bahía de Santa Ponsa con el monte pico de Galazón al fondo

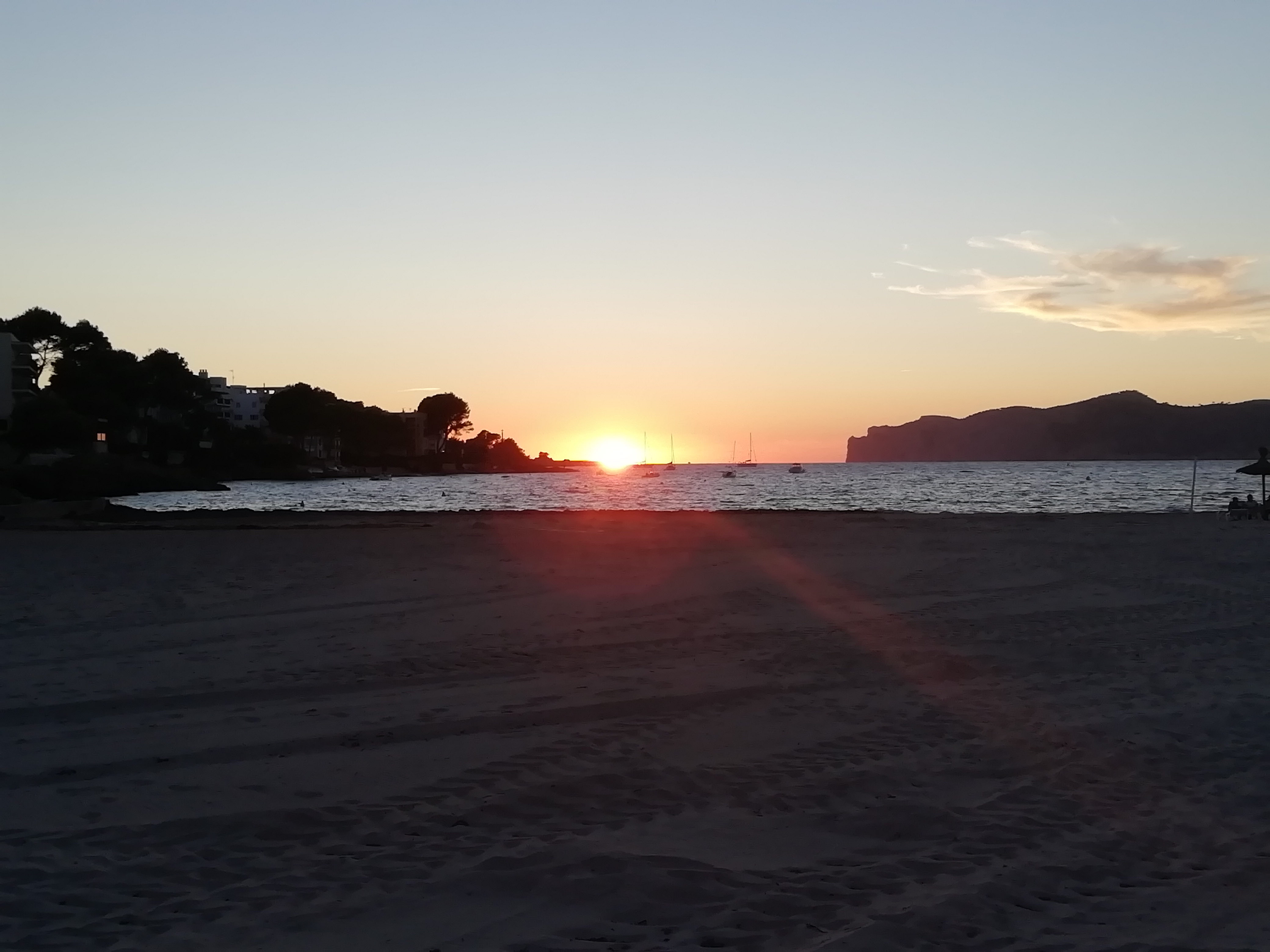
Atardecer en la playa de Santa Ponsa

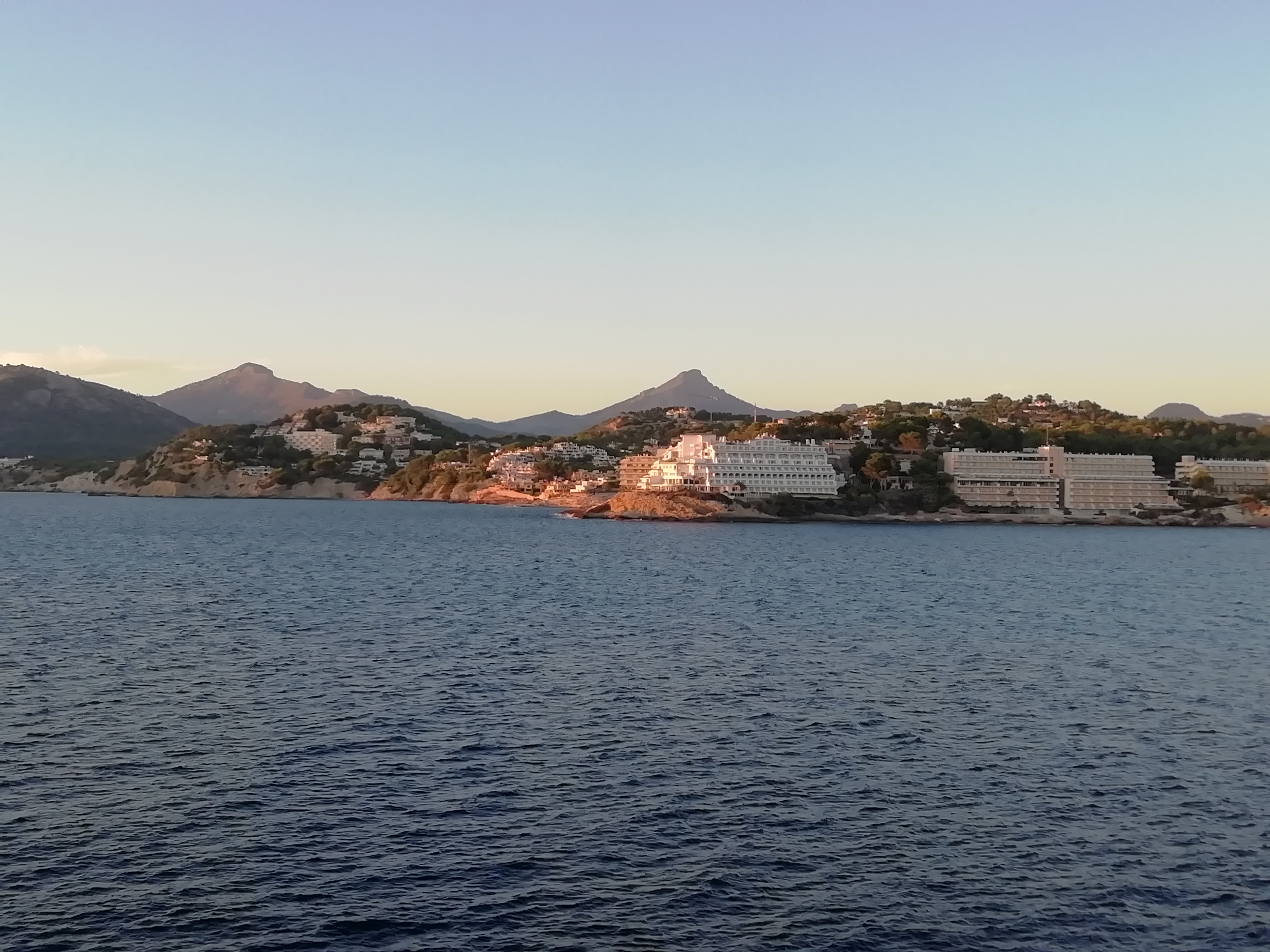
Parte de Santa Ponsa, con el monte pico de Galazón al fondo

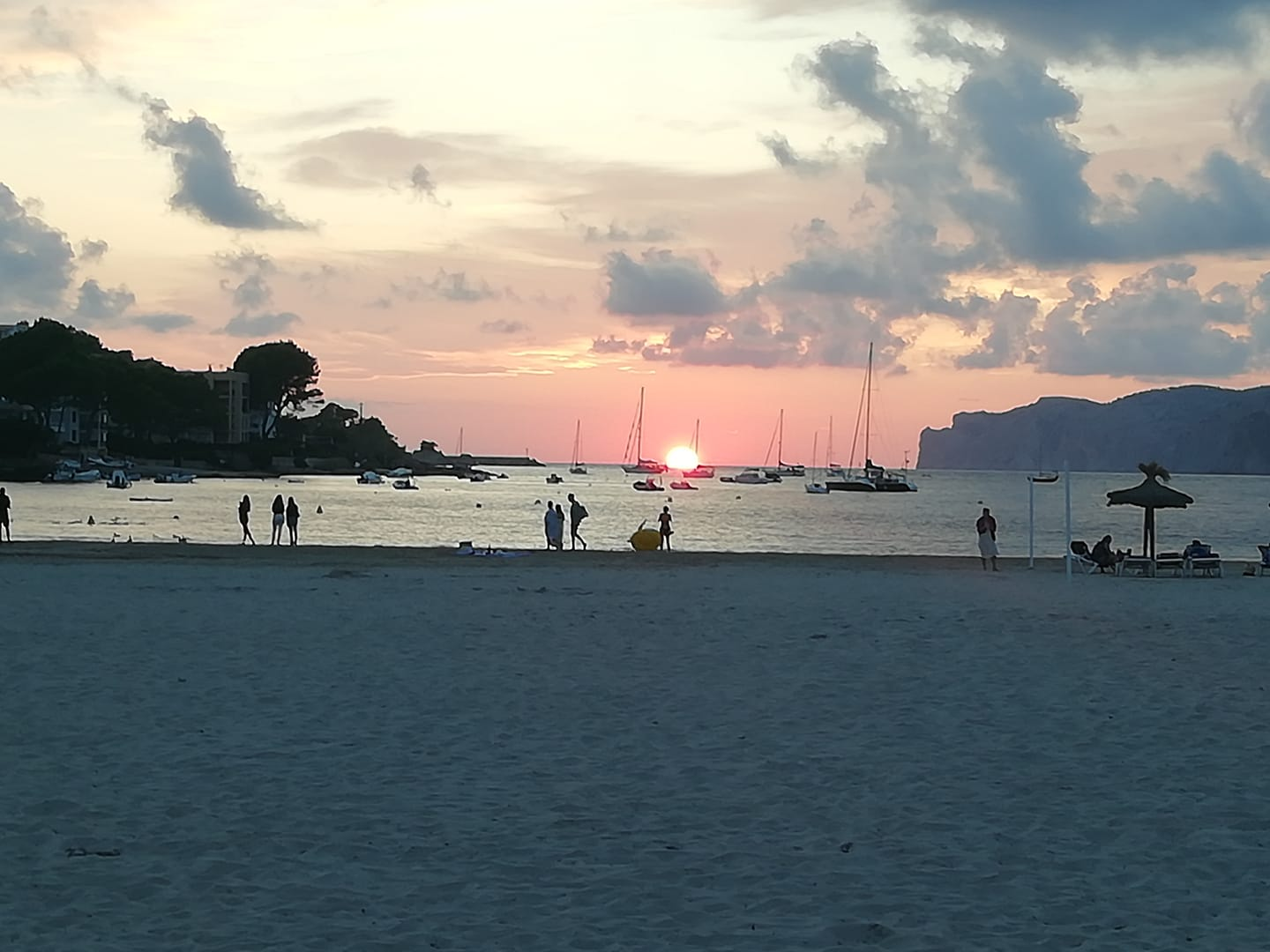
Atardecer en la bahía de Santa Ponsa

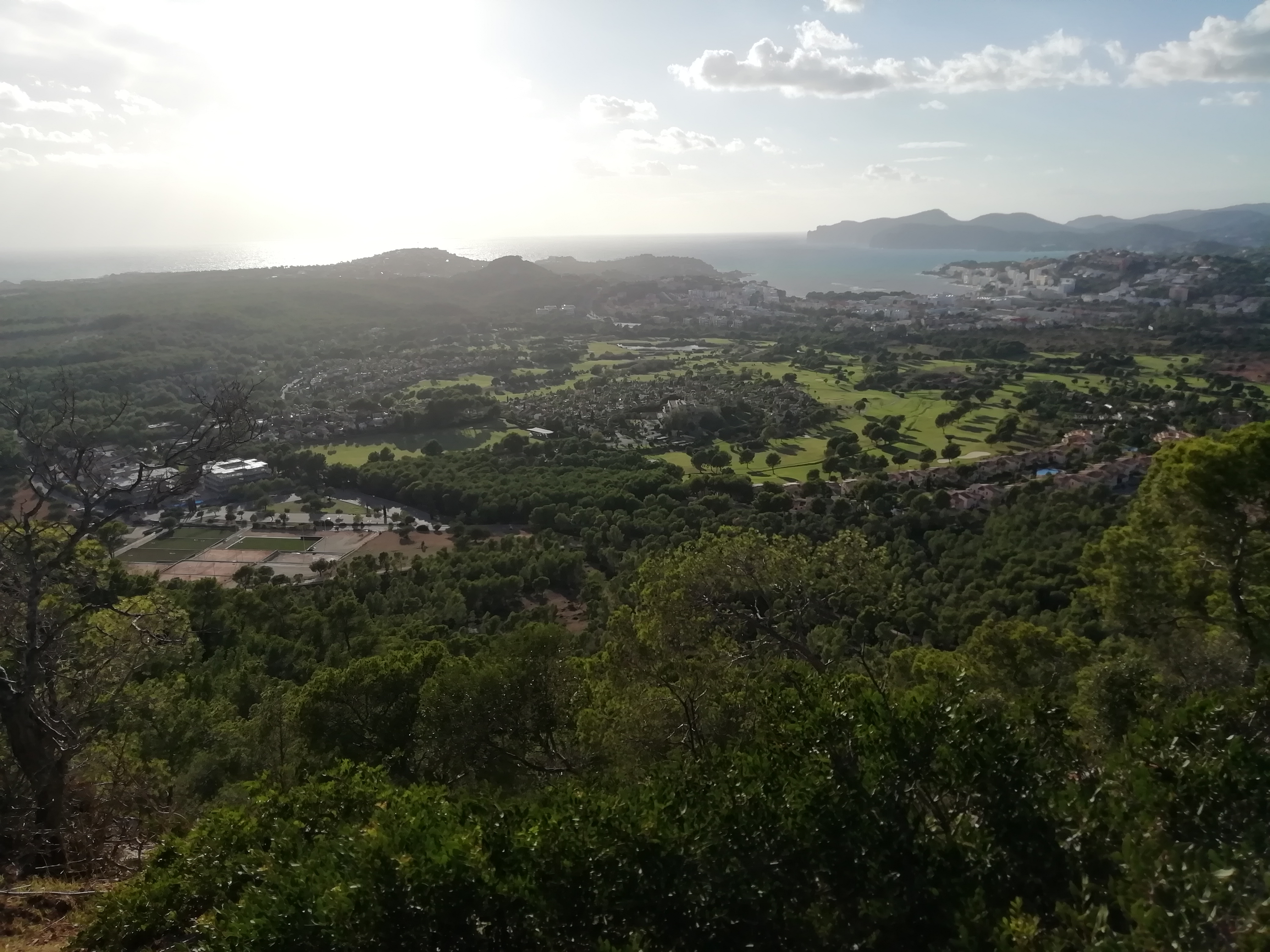
Vista de Santa Ponsa desde el pico de Zaragoza

Posee renombrada importancia histórica en Mallorca debido al desembarco del rey aragonés Jaime I de Aragón con el propósito de conquistar la isla en el año 1229. Durante la Edad Media, consistió en un importante puerto comercial que tenía su propio hospital. En el siglo XVI funcionó como puerto comercial de transporte, llegando a llamarse «Término de Santa Ponsa», antes de llegar a llamarse término de Calviá. En 1984, una de sus posesiones consistió en lugar de importantes reuniones políticas, como la del presidente español Felipe González.
En sus cercanías se filmó la película Bahía de Palma, donde la actriz alemana Elke Sommer, exhibía públicamente un bikini por primera vez. Escenas que por entonces tuvieron que contar con vigilancia policial para ser rodadas.
La construcción de la urbanización se inició entre 1928 y 1930, edificando casas de veraneo con planteamiento de ciudad jardín. El proceso quedó interrumpido por la guerra civil y el subsecuente aislamiento del país, hasta que en 1960 se retomó su desarrollo urbanístico con fuerte impulso, construyendo numerosos hoteles y apartamentos turísticos, dejando de lado el proyecto inicial para enfocarse de lleno en el turismo de grandes masas.

## Festividades
En su festividad patronal, se celebra un simulacro del enfrentamiento acaecido luego del desembarco por Jaime I, en la playa, llamado «Moros y cristianos», conmemorando así la batalla que libró el rey aragonés contra los árabes el 10 de septiembre de 1229, descrita por el historiador Ibn Amira Al-Mahzumi en su Kitab Tarih Mayurqa.

## Servicios turísticos

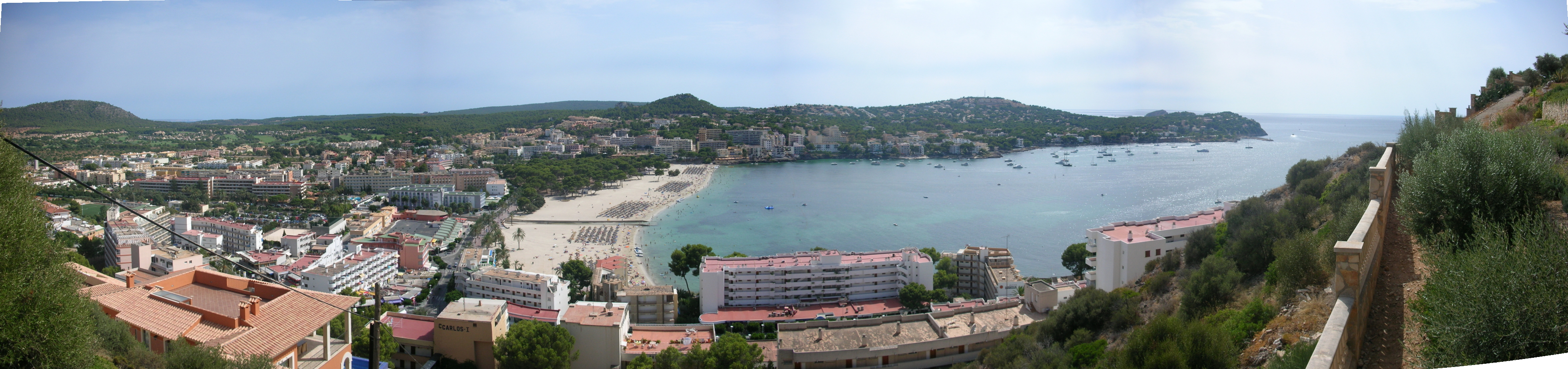
Panorámica de Santa Ponsa

La localidad ofrece todo tipo de servicios turísticos: discotecas, pubs, restaurantes, tiendas, alquiler de motos acuáticas, de carretera y coches, minicruceros, buceo con bombonas de oxígeno, alquiler de velomares, paracaídas con lancha, esquí acuático, polideportivo, campos de golf, conciertos y espectáculos nocturnos diarios al aire libre durante la temporada de verano.

## Visitantes

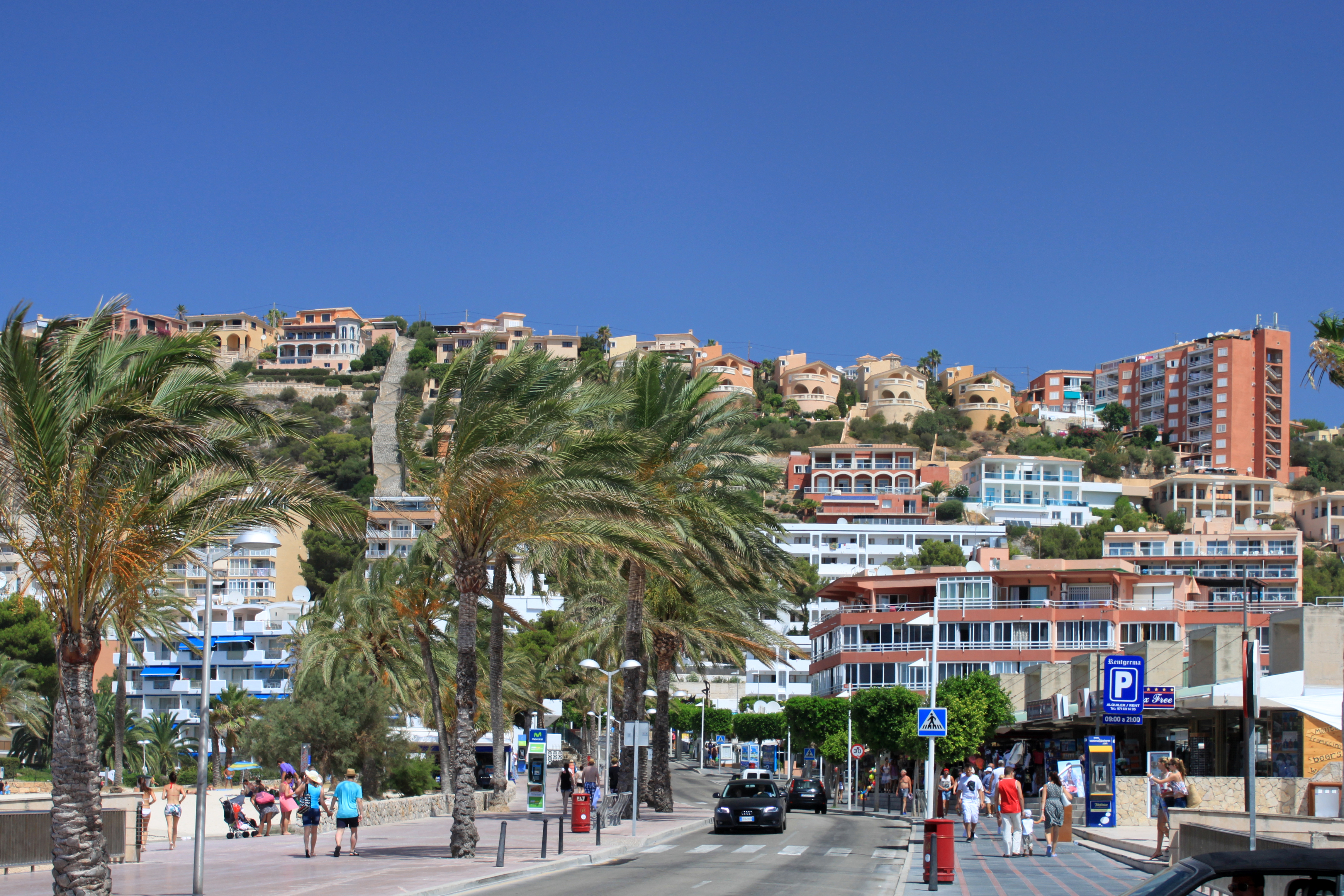
Santa Ponsa, 2013

La mayor afluencia de turismo que anualmente la visita es de origen irlandés, siendo al menos el 80% de los visitantes, llegando ellos mismos a denominarla con el sobrenombre de ballyPonça, haciendo así honor a la forma tradicional de llamar a sus ciudades. El resto de visitantes se compone principalmente de escoceses, holandeses e italianos.
Durante la noche, algunas zonas, aparentan al afamado dublinés Temple Bar. Existen locales con música en vivo, al mismísimo estilo folk irlandés, guitarras, violines, etc.